# Garaeus altericeps
Garaeus altericeps är en fjärilsart som beskrevs av Eugen Wehrli 1938. Garaeus altericeps ingår i släktet Garaeus och familjen mätare. Inga underarter finns listade i Catalogue of Life.